# NGC 335
NGC 335 este o galaxie spirală situată în constelația Balena. A fost descoperită în 9 octombrie 1885 de către Francis Leavenworth.